# Pannonie
Pour les articles homonymes, voir Plaine de Pannonie et La Pannonie.
20 ap. J.-C. – 107 ap. J.-C.
Entités précédentes :
- peuple indo-européen apparenté aux Illyriens aux Vénètes, des Celtes et des Boïens

Entités suivantes :
- Pannonie supérieure
- Pannonie inférieure

La Pannonie (en latin Pannonia) est une ancienne région de l'Europe centrale, limitée au nord par le Danube et située à cheval sur les actuelles Autriche, Hongrie, Slovénie, Croatie, nord-ouest de la Serbie et nord de la Bosnie-Herzégovine.
Les habitants les plus anciennement identifiés sont les Pannoniens, peuple indo-européen apparenté aux Illyriens et aux Vénètes, auxquels se joignent des Celtes et des Boïens au IVe siècle av. J.-C.
Aujourd'hui, l'université de Veszprém en Hongrie est appelée « université de Pannonie ».

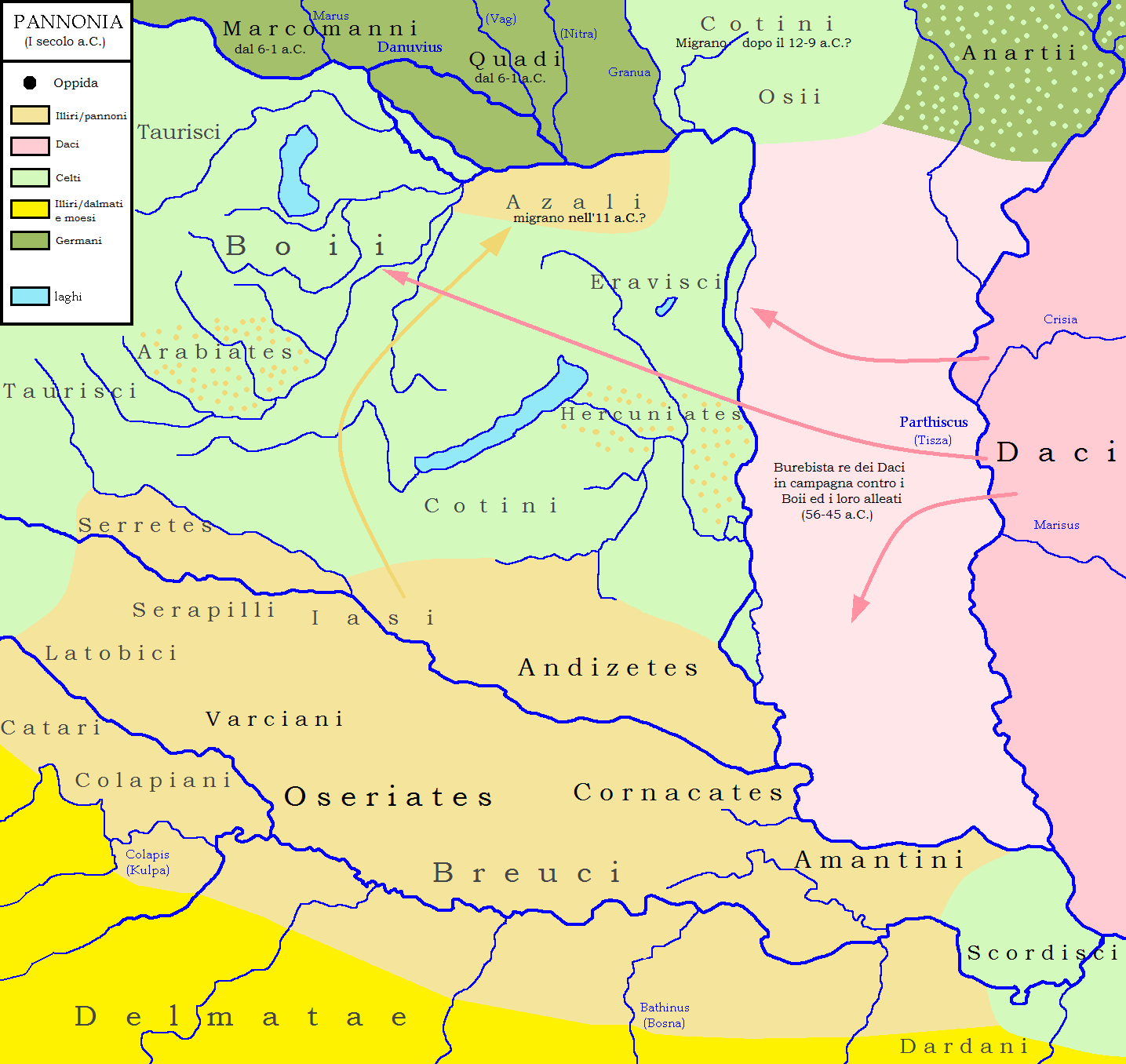
Peuples de la Pannonie antique.
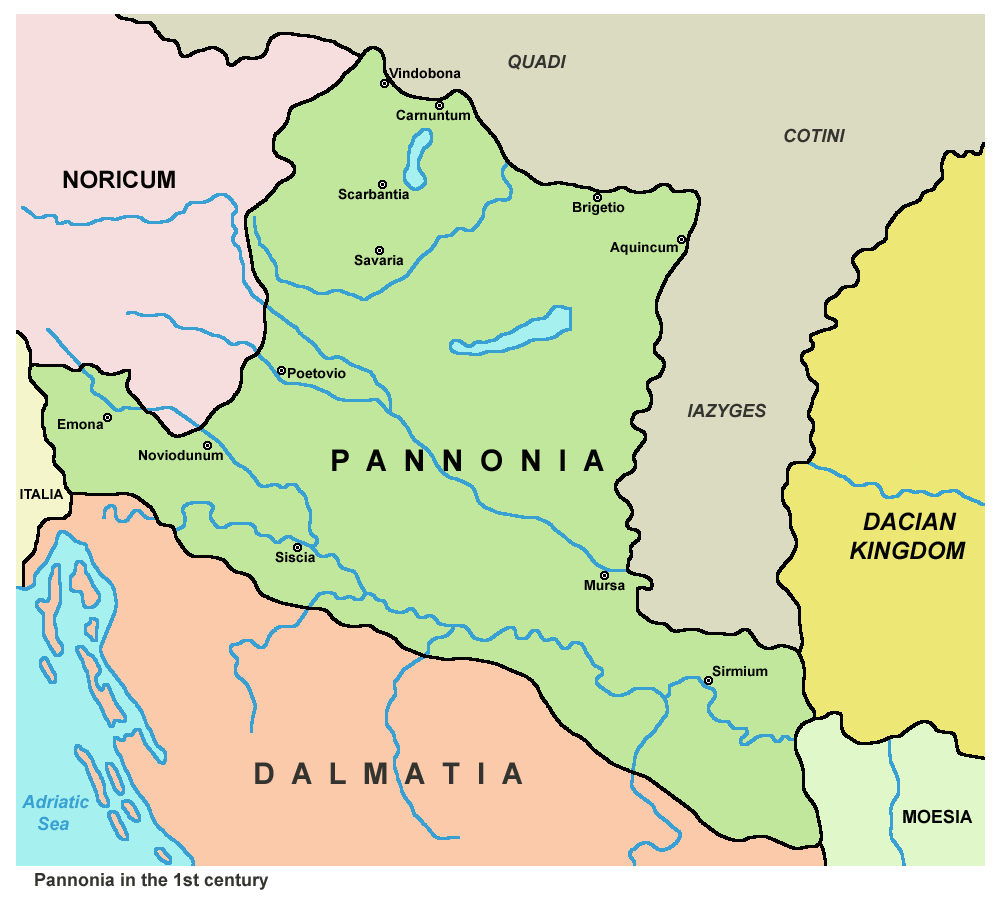
Province romaine de Pannonie, Ier siècle apr. J.-C.
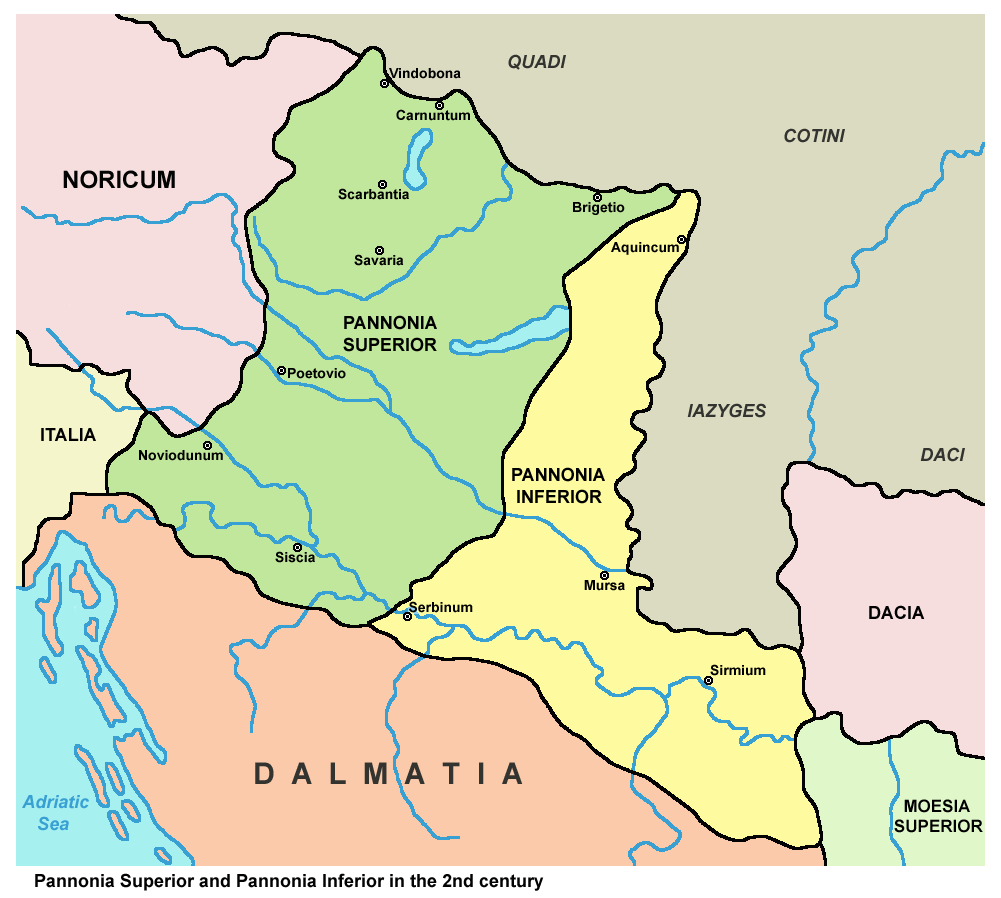
Division de la Pannonie, IIe siècle apr. J.-C.
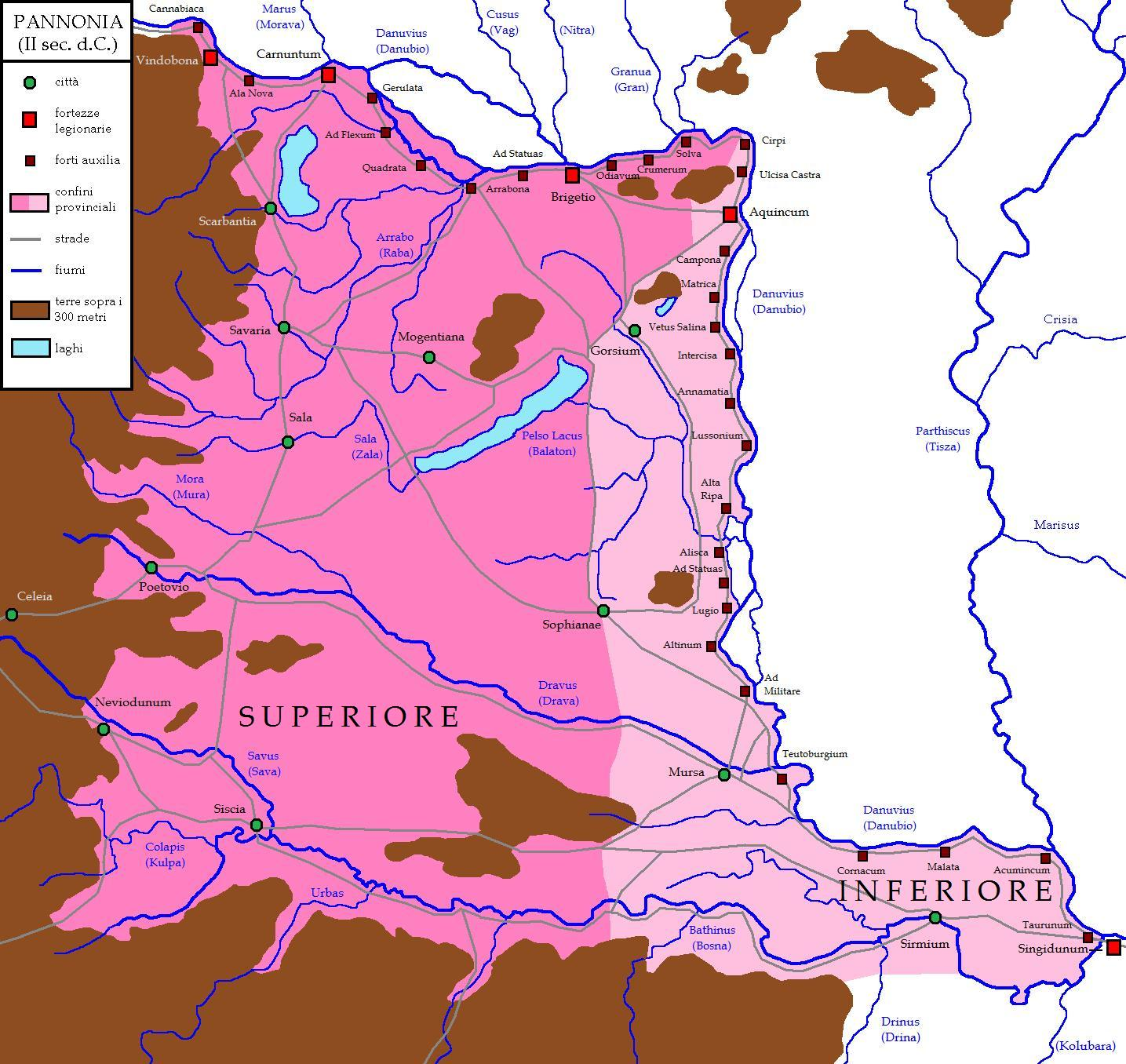
Pannonie du deuxième siècle.
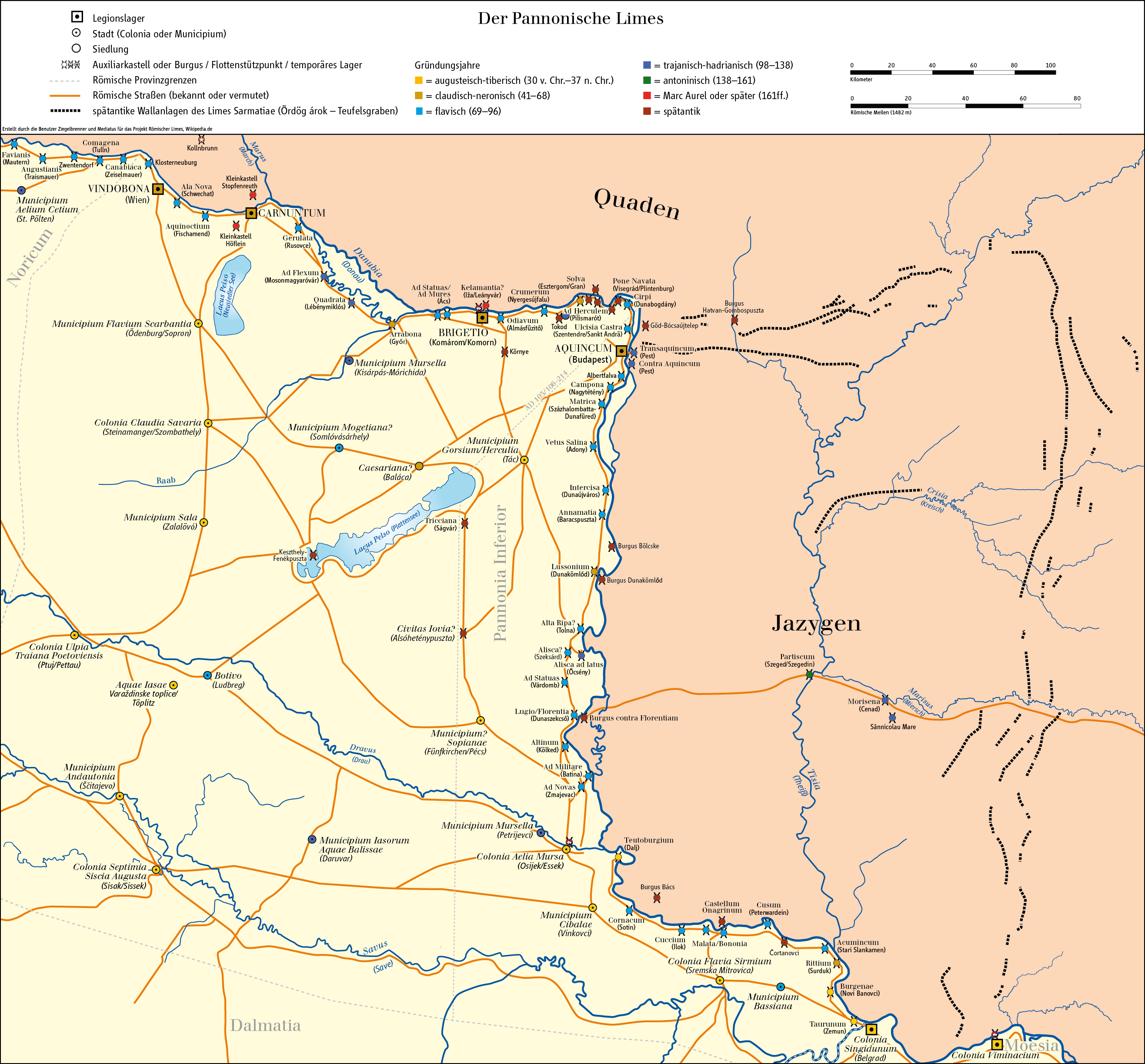
Limes de Pannonie.
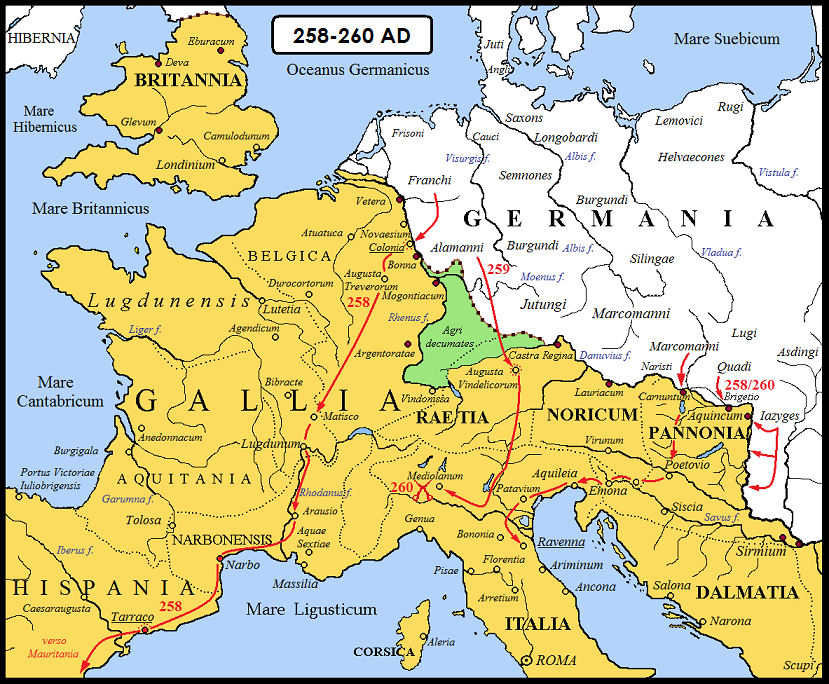
Pannonie et Norique en 258-260.

## Préhistoire et protohistoire
La préhistoire centre-européenne est riche d'hypothèses dans la région de la Plaine de Pannonie.
- Cultures archéologiques en Hongrie (en)
- Vértesszőlős, site préhistorique
- Culture de Körös (de) (de 6 200 à 5 600 av. J.-C.)
- Céramique linéaire Alföld (de) (de 6 000 à 4 000 av. J.-C.)
- Culture de Lengyel (de 5 000 à 3 400 av. J.-C.)
- Culture de Tisza (de 4 200 à 3 200 av. J.-C.)
- Culture de Vučedol (de 3 000 à 2 200 av. J.-C.)
- Culture de Hallstatt (de 1 200 à 450 av. J.-C.)
- Iazyges, peuple indo-européen (Sarmates)
- Amantes, Boïens, Eravisces, Noriques (peuple) (de), peuples celtes pannoniens

## Conquête romaine et organisation de la Pannonie
En -35, la Pannonie est envahie par les troupes d'Octave (qui ne porte pas encore le titre d’Auguste). Selon Suétone, Octave est blessé deux fois pendant cette campagne. La lutte de pouvoir contre Marc Antoine accapare ensuite Octave.
Entre -12 et -9, les Romains commandés par Tibère reprennent la conquête de l'Illyrie. Tibère doit intervenir à nouveau entre les années 6 et 9 apr. J.-C. pour réduire une révolte de l’Illyrie au cours d’une guerre difficile, engageant pas moins de 15 légions et autant d’auxiliaires, soit un effectif considérable compris entre 150 000 et 180 000 soldats. Après sa victoire, l’Illyrie est divisée en Dalmatie et en Pannonie ; la Pannonie est organisée en province impériale gouvernée par un légat, à la tête de trois légions.
En 14, à l’avènement de leur ancien général Tibère, les légions de Pannonie et de Germanie se révoltent et exigent une solde égale à celle des prétoriens en poste à Rome. La discipline est rapidement rétablie par Drusus, le fils du nouvel empereur, qui réorganise également la province et lance la construction de nouvelles voies de communication.
Drusus commence l’occupation de la région au nord de la rivière Drave, fondant entre 18 et 20 quelques forts romains à Aquincum (à Budapest-Óbuda), Arrabona (hu) (Győr), Brigetio (hu), Gorsium (hu), Lussonium (hu) (Dunakömlőd (hu)), Bononia (Banoštor) et Teutoburgium (Dalj).
Tacite rapporte également qu’en 50 apr. J.-C., sous le règne de l’empereur Claude, Vannius (en), roi des Quades, est évincé par ses propres sujets qui demandent l'aide à la fois du roi des Hermundures, un certain Vibilius, et des Lugiens. Claude, préoccupé par ces événements mais refusant d'intervenir directement dans le conflit, ordonne au gouverneur de Pannonie, Palpiellus Istrus, « d'occuper la rive du Danube avec sa légion et des auxiliaires choisis dans le pays même » afin de garantir la protection de la faction vaincue et de dissuader les barbares victorieux d'envahir la province romaine. La légion concernée était la XV Apollinaris, et la nouvelle forteresse dans laquelle elle est installée est celle de Carnuntum (Bad Deutsch-Altenburg, Autriche). Par la suite, les fils de la sœur de Vannius, Vangion et Sidon, divisent entre eux le grand royaume des Suèves (Quades et Marcomans), mais maintiennent leur loyauté absolue envers Rome, et un conflit est évité.
« Là commence la Pannonie, féconde en glands ; les sommets décroissants des Alpes vont, par le milieu de l'Illyrie, du nord au midi, s'abaissant, par une douce pente, à droite et à gauche. La partie qui regarde la mer Adriatique forme la Dalmatie et l'Illyrie, de laquelle il a déjà été parlé. La Pannonie s'étend vers le nord, où elle a pour limite le Danube. Elle renferme les colonies Aemona (actuelle Ljubljana) et Siscia ; des rivières renommées et navigables se jettent dans le Danube : la Drave, qui arrive de la Noricie avec impétuosité ; la Save, qui descend plus tranquillement des Alpes Carniennes, à 120 000 pas l'une de l'autre : la Drave, traversant les Serrètes, les Serrapilles, les Iases, les Andizètes ; la Save, traversant les Colapians et les Breuques.

Ce sont là les peuples principaux ; on y trouve en outre les Arivates, les Azales, les Amantes, les Belgites, les Catares, les Cornacates, les Eravisces, les Hercuniates, les Latoviques, les Osériates, les Varcians ; le mont Claudius, au-devant les Scordisques, en arrière les Taurisques, dans la Save l'île Métubarris, la plus grande des îles fluviales ; de plus, d'autres rivières dignes d'être citées : le Colapis, qui se jette dans la Save auprès de Siscia, et qui, par un double lit, y forme l'île appelée Segestica ; le Bacuntius, qui se jette aussi dans la Save à Sirmium, au territoire des Sirmiens et des Amantins ; de là, à 45 000 pas, Taurunum, où la Save se joint au Danube, au-dessus de ce confluent ceux du Valdasus et de l'Urpanus, rivières qui, elles-mêmes, ne sont pas sans quelque renom. »
— Pline l'Ancien (23-79), Histoire naturelle (77), Livre III, ch. XXVIII.
En 69, l’armée du Danube se soulève de nouveau, mais pour des raisons politiques : à Rome, les prétoriens viennent d’assassiner l’empereur légitime Galba, l'« armée du Rhin » a imposé Vitellius ; l’armée du Danube se rallie à Vespasien, et apporte une contribution décisive à son accession au titre d’empereur.
Vespasien se souvint de l’importance des provinces danubiennes et fonda plusieurs colonies de vétérans en Pannonie : Sirmium et Siscia. L’armée devient un facteur de romanisation des populations locales et, en tant que gros consommateur, un moteur de l'activité artisanale et commerciale. Les indigènes engagés dans les unités romaines acquièrent la citoyenneté et prennent le nom de famille de l’empereur régnant, ce qui expliquerait la présence des Flavius tel que Flavius Constance Chlore, des Valérius, des Aurelius. La Pannonie devient un carrefour des liaisons militaires et commerciales sur les axes Rhin – Balkans et Italie – Balkans, et de la route commerciale vers la Baltique. Deux routes importantes traversent d’ouest en est la Pannonie :
- l’une vient de l’Italie du Nord par la vallée de la Drave ;
- l’autre est la rocade qui longe le cours du Danube depuis la Rhétie et la Norique.

Ces deux voies se réunissent à Mursa et se poursuivent par Sirmium vers la Mésie.
Vers 105 apr. J.-C., Trajan divise la province en Pannonie supérieure à l’ouest et Pannonie inférieure à l’est. Ces qualificatifs ne sont pas seulement déterminés par le sens du cours du Danube, mais aussi par l'éloignement par rapport à Rome en suivant les itinéraires routiers : le voyageur venant d'Italie rencontre d'abord la Pannonie supérieure, puis la Pannonie inférieure. 
Les villes principales de Pannonie supérieure étaient :
- Carnuntum, la capitale (auj. Petronell-Bad Deutsch-Altenburg) ;
- Brigetio (Komárom) ;
- Siscia (Sziszek), siège d'un atelier monétaire depuis Gallien jusque vers 410 ;
- Vindobona (l'actuelle Vienne), qui accueillit le quartier général de l'empereur Marc Aurèle dans sa guerre contre les Quades et les Marcomans.

Celles de Pannonie inférieure étaient :
- Acumincum (Szlankamen) ;
- Sirmium (Sremska Mitrovica) ;
- Mursa (Osijek) ;
- Aquincum (Alt-Ofen près de Budapest).
- Liste (partielle) des gouverneurs de Pannonie : Aulus Plautius (39-42)

### Galerie Aquincum

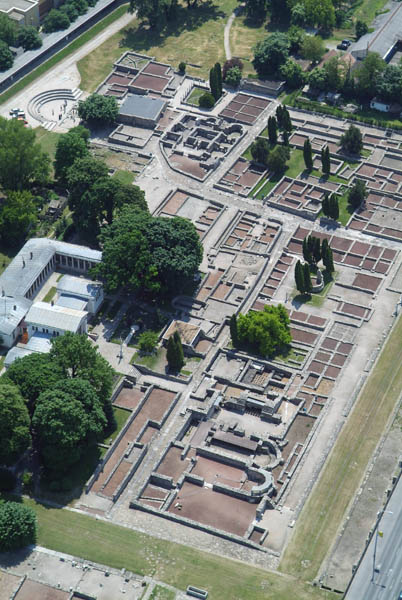
Vue aérienne
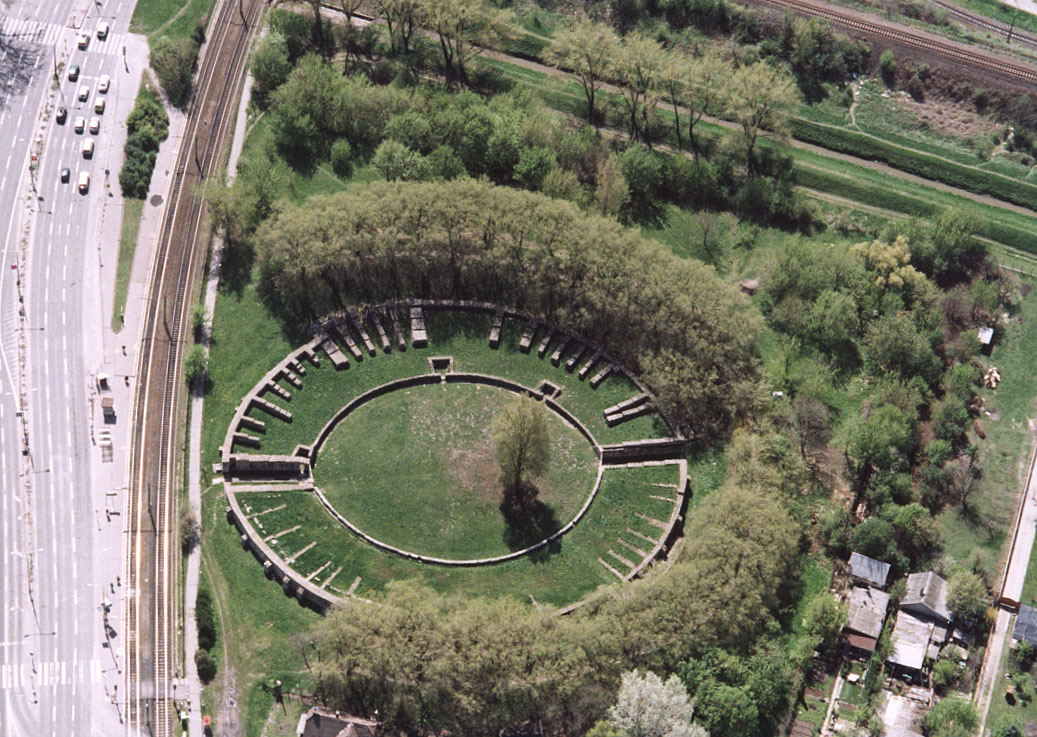
Amphithéâtre civil
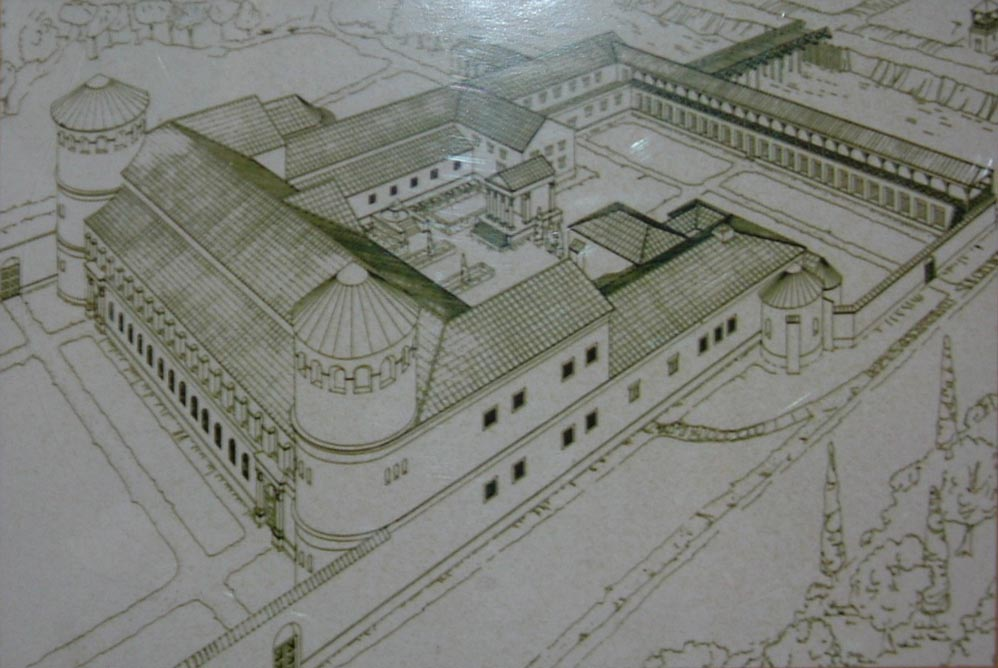
Palais du gouverneur
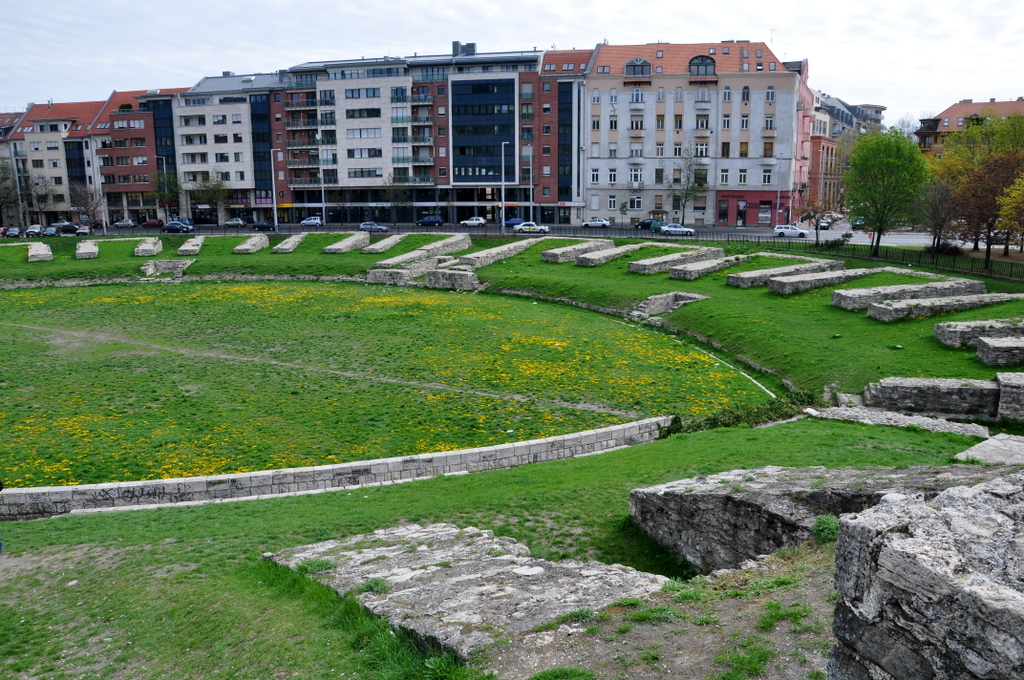
Amphithéâtre  militaire
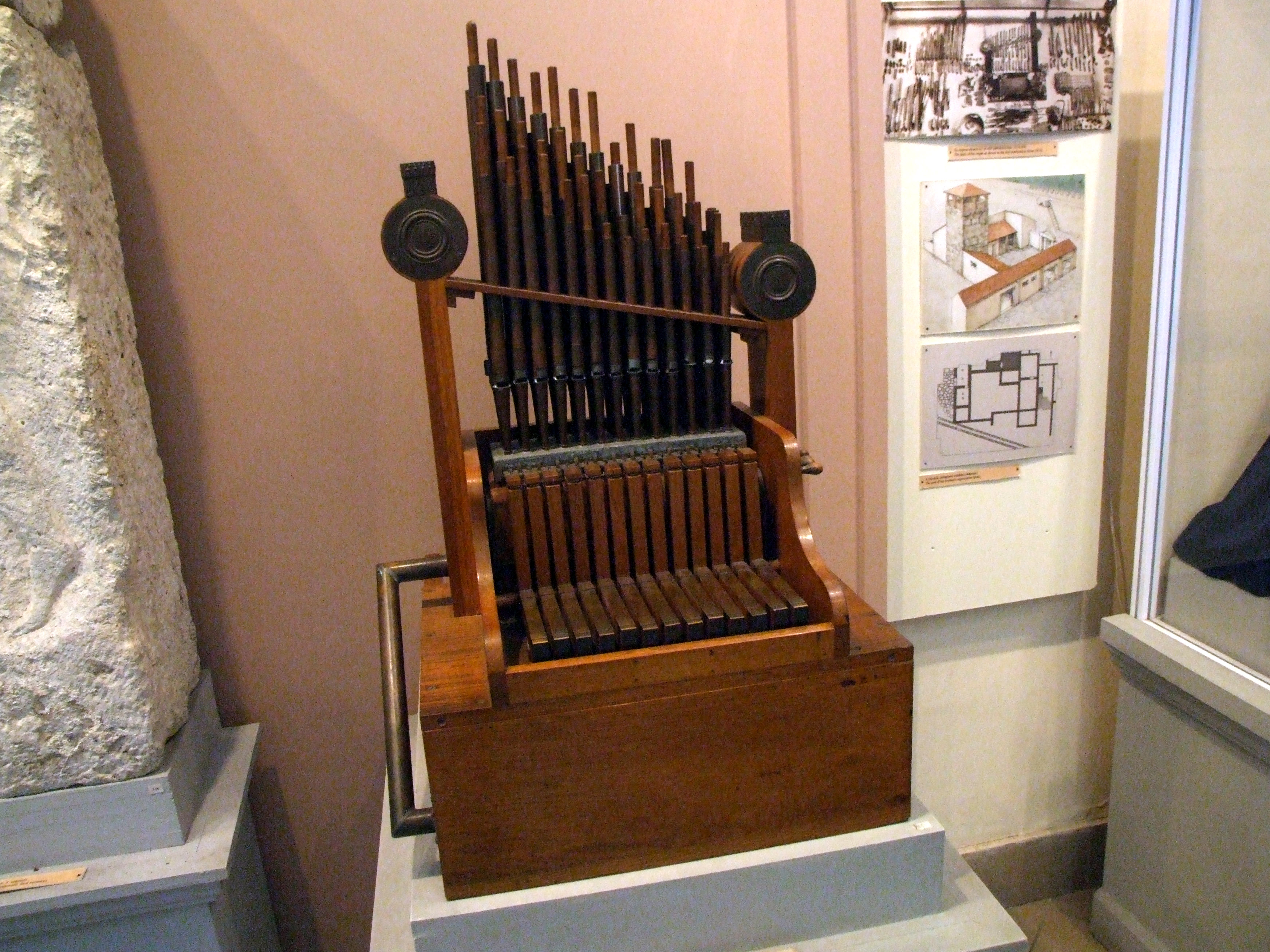
Orgue hydraulique[10],

## Rôle de la Pannonie dans l’Empire romain
À la fin du IIe siècle, la Pannonie prend une importance stratégique majeure pour les communications entre l’ouest et l’est de l’Empire romain, qu’il s’agisse de repousser les envahisseurs germaniques et autres qui ont franchi le Danube ou d’aller affronter un compétiteur au titre d’Empereur.
- Marc Aurèle repousse les Quades, les Marcomans, les Iazyges et les Sarmates, puis les affronte sur leurs territoires de 167 à 175, et de 177 à 180. Les pertes des Quades et des Marcomans sont telles que la frontière du moyen Danube resta assurée pour plus de deux générations. Marc Aurèle décède à Vienne en 180.
- En 193, Septime Sévère est proclamé empereur à Carnuntum par les quinze légions de Germanie, Norique, Pannonie, Dalmatie et Mésie. Arrivé à Rome, il licencie les cohortes prétoriennes et les remplace par de nombreux soldats illyriens. La force de l’armée du Danube l’impose contre les autres candidats à l’Empire, Pescennius Niger puis Clodius Albinus.
- En 214, Caracalla mène une tournée d’inspection sur le Danube avant de passer en Asie. Les frontières entre les deux provinces de Pannonie sont légèrement modifiées : ainsi la région de Brigetio est attribuée à la Pannonie inférieure.
- En 235, Maximin le Thrace installe la cour impériale à Sirmium pour mieux combattre les Sarmates et les Daces.
- En 248, la pression sur le Danube augmente, la Mésie est envahie par les Goths et les Vandales, les Balkans sont pillés. Les légions de Pannonie proclament empereur leurs généraux, Pacatianus, en 249 (mais il est tué par ses soldats peu après), puis Décius, qui périt en Mésie dans une expédition contre les Goths.
- À partir de 249, les Quades et les Sarmates envahissent la Pannonie, les Goths traversent la Mésie et ravagent les Balkans et la côte de l’Asie Mineure, tandis que les légions proclament un peu partout des usurpateurs éphémères.
- En 258, l’empereur Gallien décide l’envoi des troupes de Pannonie en Germanie pour renforcer la défense du Rhin contre les attaques des Francs. Furieux, le gouverneur de Pannonie Ingenuus s’insurge contre cette décision, qui expose sa province sans défense. Gallien est obligé d’envoyer contre lui son chef de la cavalerie Auréolus ; Ingenuus est vaincu à Mursa, en 258.
- En 259, le général Regalianus (ou Régalien), chargé de la défense de la Pannonie, profite de la capture de Valérien par les Parthes pour se faire proclamer empereur. Les Sarmates, les Quades et les Roxolans saisissent cette occasion pour franchir le Danube et balayent Régalien.
- En 270-271, l’empereur Aurélien rétablit la sécurité en Pannonie par ses victoires sur les Germains.
- En 278-279, l’empereur Probus débarrasse la Pannonie des dernières bandes de pillards germaniques. En 282, il fait entreprendre à ses soldats des travaux d’assainissement autour de Sirmium, mais ses troupes se révoltent et le mettent à mort.

## La réorganisation de l’Empire
Le Dalmate Dioclétien arrive au pouvoir en 284 et met fin aux usurpations en série en instaurant le système de la tétrarchie. Le Pannonien Maximien est associé au pouvoir en 285. Les tétrarques réorganisent les provinces pour en améliorer l’administration et la défense :
- la Pannonie inférieure est divisée en deux : au nord la Valeria, du nom de famille de Dioclétien, avec pour capitale Aquincum ; au sud, la Pannonia Secunda, avec pour capitale Sirmium ;
- la Pannonie supérieure est, elle aussi, divisée en deux : au nord, la Pannonia Prima, avec pour capitale Savaria (auj. Szombathely), au sud la Pannonia Ripariensis ou Savia (du nom de la Save), avec pour capitale Siscia (Sziszek).

La Pannonie, considérée dans son ensemble, conserve son importance dans les luttes de pouvoir pour l’Empire, grâce à la puissance de l’armée d’Illyrie.
- Dans la seconde tétrarchie, un autre Pannonien, Sévère, devient César en 305, puis Auguste en 306. Contesté en Italie par Maxence, il est éliminé en 307 par Maximien.
- En 308, Dioclétien, Maximien et Galère, réunis à Carnuntum, nomment Auguste l’Illyrien Licinius. Celui-ci reste cantonné en Pannonie, en Rhétie et sur les Balkans, avant de pouvoir s’imposer en Orient contre Maximin II Daïa en 313.
- En 326 et 327, Constantin, qui a éliminé Licinius, fortifie la frontière du Danube, menacée par la pression des Goths, des Vandales et des Sarmates, ces derniers cantonnés face à la Pannonie. En 331/332, les Goths sont massacrés, tandis que des milliers de Sarmates sont accueillis dans l’Empire et répartis en Thrace, en Macédoine et en Italie. La sécurité de la frontière du Danube est rétablie pour quelques années.
- En 350, Magnence tue l’empereur Constant Ier et usurpe le pouvoir en Occident. La Pannonie est de nouveau l’enjeu des rivalités de pouvoir. La sœur de l’empereur Constance II pousse le magister militum per Illyricum (Général en chef pour l'Illyrie) Vétranion à se faire proclamer empereur, pour empêcher Magnence de prendre le contrôle de l’armée d’Illyrie. Vétranion est abandonné par ses soldats dès l’arrivée de l’armée de Constance II fin 350, et abdique. En 351, la Pannonie est le théâtre des affrontements sanglants entre les armées de Magnence et de Constance II, à Sirmium puis à Mursa.
- En 364, c’est encore un général d’origine pannonienne qui est proclamé empereur par l’armée : Valentinien Ier. En 375, il venait d'infliger une défaite cuisante aux Quades et aux Sarmates, qui avaient franchi le Danube et ravageaient la Pannonie, lorsqu’il meurt à Aquincum. L’armée du Danube proclame Auguste son fils Valentinien II, un enfant de quatre ou cinq ans, dont la mère Justine est régente.

Au milieu du IVe siècle, la Pannonie inférieure est également impliquée dans le conflit religieux entre chalcédoniens et ariens :
- les évêques Photin à Sirmium, Valens à Mursa et son voisin Ursace à Singidunum en Mésie sont ariens ;
- des conciles sont tenus à Sirmium en 351 et 357-359, à l’initiative de l’empereur Constance II ;
- en 376, l’évêque Ambroise de Milan impose un évêque orthodoxe à Sirmium.

## De la Pannonie romaine au royaume de Hongrie
En 387, les Sarmates s’emparent de la Pannonie, d’où ils menacent l’Italie à partir de 392.
En 388, Théodose Ier bat Maxime à Siscia sur la Save, et le capture à Aquilée.
En 395, l’ultime division de l’Empire romain attribue la Pannonie à l’Empire romain d'Occident. En pratique, les Romains ne dominent plus que la rive danubienne fortifiée et quelques îlots de ce territoire, où les germaniques se sont installés en foederati et continuent d’affluer. À partir de 400, les Wisigoths d’Alaric y passent en route vers l’Italie. Autour de 440, les autorités romaines évacuent les dernières villes menacées par les Huns. La Pannonie se trouve englobée dans l’éphémère empire d’Attila, d’où il lance ses raids sur l’empire d’Orient, puis d’Occident. Les Romans pannoniens civils collaborent, tel Flavius Oreste, secrétaire d’Attila.
Après la mort du roi des Huns Attila, en 453, la Pannonie est gouvernée successivement par les Ostrogoths, les Gépides puis les Lombards au début des années 500. Ils s’agglomèrent avec les débris de divers peuples (Sarmates, Hérules, Ruges, Suèves, etc.). Leur roi Waccho (vers 510-540) entretient de bons rapports avec l'Empire romain d'Orient, qui a repris la Dalmatie et bataille pour la reconquête de l’Italie. En 568, les Lombards et leurs alliés quittent la Pannonie pour l’Italie tandis que les premiers Slaves commencent à arriver. La romanisation de la Pannonie est alors déjà effacée sauf dans quelques massifs montagneux limitrophes de la Dalmatie, comme le Romanija Planina ou le Stari Vlah.
Le pays est ensuite gouverné par les Avars, qui occupent le bassin du Danube et s’emparent de Sirmium en 582. Leur présence coupe durablement la route commerciale entre la mer Adriatique et mer Baltique. Leur royaume fut plus solide et plus durable que celui des Huns ; il menaça l’empire d’Orient, puis se heurta à l’expansion vers l’est des Francs au milieu du VIIe siècle. En 811, les Avars sont soumis par Charlemagne à l’ouest du Danube, et par les Bulgares à l'est. Au milieu se constitue la principauté du Balaton, état slave lié à la Grande-Moravie et aux Carolingiens.
Les Slaves méridionaux de Ljudevit Posavski expulsent les Francs au IXe siècle, tandis que les Hongrois s’installent en 901.
Ainsi l'histoire de la Pannonie s’achève et celles de la Hongrie et des pays slaves voisins commencent.

Empire hunnique, 450
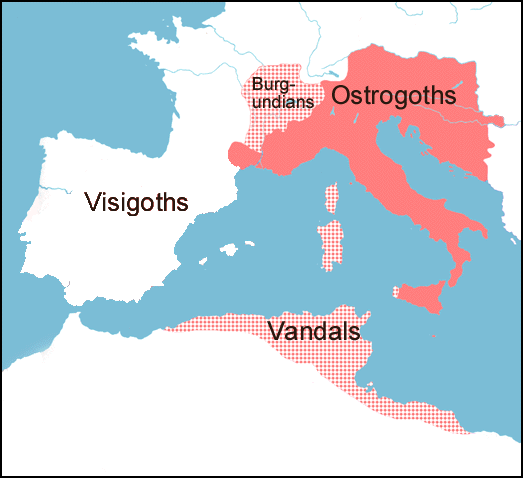
Royaume ostrogoth, 523
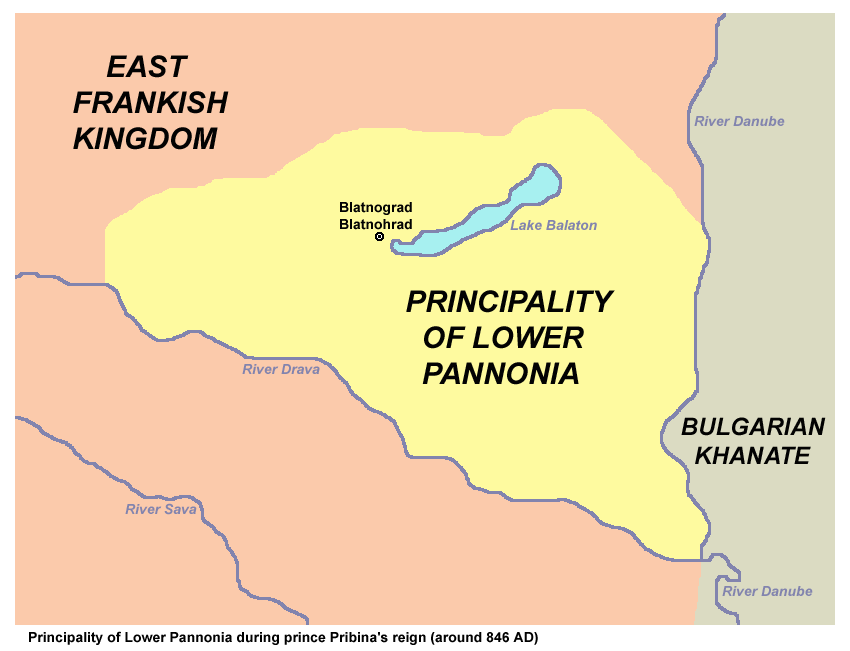
Principauté du Balaton, 846
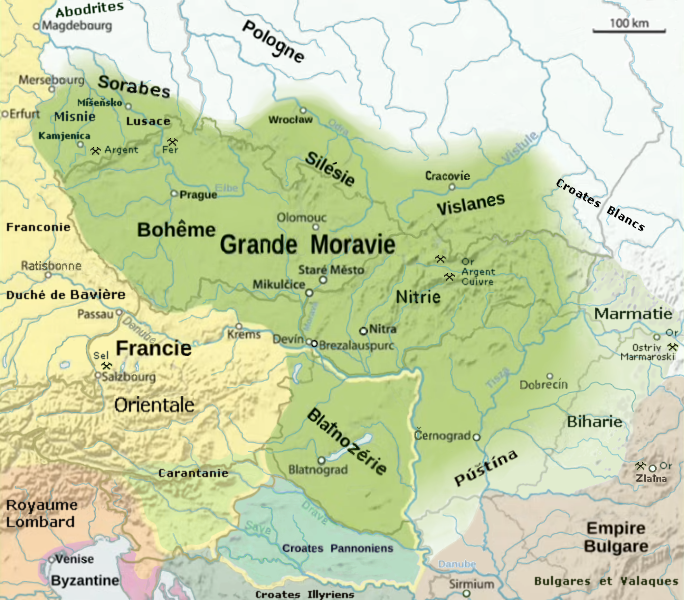
Grande-Moravie et principauté de Pannonie (Blatnozérie), 880
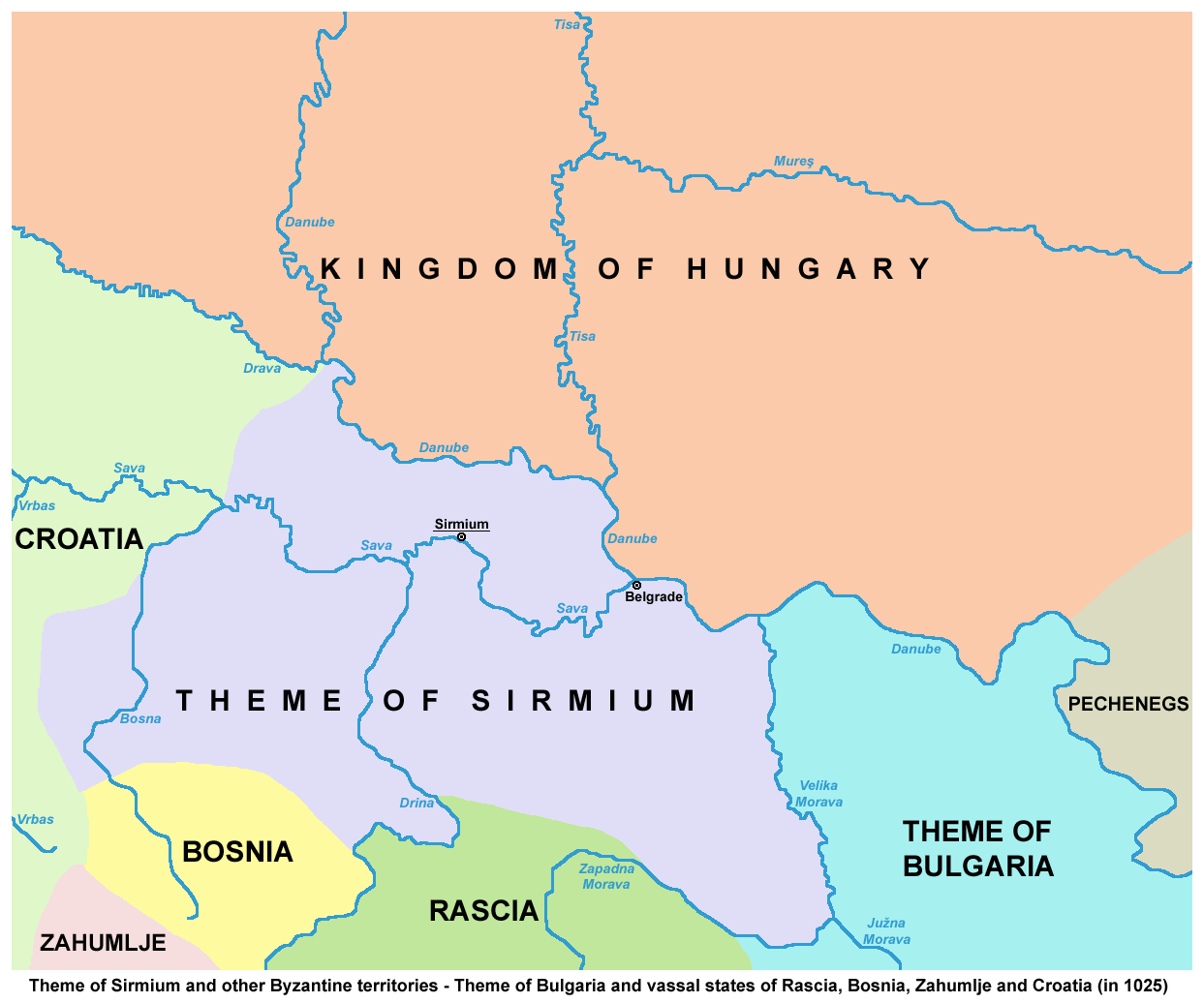
Thème byzantin de Serbie (Sirmium), 1050

## Élargissement sémantique moderne
Depuis le XIXe siècle, les géographes et les historiens hongrois utilisent de plus en plus les qualificatifs « pannonien » ou « de Pannonie » pour désigner, non seulement la Pannonie antique et ses territoires situés sur la rive droite du Danube, mais ce que les hydrographes appellent le « bassin du moyen-Danube » sur les deux rives du fleuve, aire géographique qui correspond à la « Hongrie historique » (történelmi Magyarország) dans son étendue médiévale (jusqu'en 1526) et austro-hongroise (jusqu'en 1918), ainsi que tout ce qui s'y rapporte (géologie, paléogéographie, formes de relief, cours d'eau, biodiversité, peuplement, traditions, patrimoine), allant parfois jusqu'à baptiser « royaume de Pannonie » la partie la plus occidentale de l'empire hunnique, définie par eux comme un « État précurseur » de la Hongrie.

#### IVe siècle
- Pannonie Seconde (en) (296-450c), Pannonie-Valeria (296-450c)
- Diocèse des Pannonies (314-440), Préfecture du prétoire d'Illyricum (347-500c)
- Diocèse de Dacie (337c-602c)
- Préfecture du prétoire d'Illyricum (347-630c)
- Invasions barbares du IVe siècle (it)

#### Ve siècle
- Invasions barbares du Ve siècle (it)
- Migrations germaniques, invasions barbares
- Déclin de l'Empire romain d'Occident (400c-476)
- Royaumes barbares ou romano-barbares, dont royaume ostrogoth (493-553)

#### VIe siècle...
- Antes
- Khaganat avar, Avars de Pannonie (560c-820c)
- Migrations slaves dans les Balkans
- Slaves en Basse-Pannonie (en)
- Sklavinies, Sclaveni (en)
- Premier Empire bulgare (681-1018)
- Valachies